# Cá tứ vân
Cá tứ vân hay Cá đòng đong bốn sọc, tên khoa học Puntius tetrazona,, là một loài Cyprinidae nhiệt đới. Phạm vi địa lý tự nhiên kéo dài trong suốt bán đảo Mã Lai, Sumatra và Borneo, có báo cáo không căn cứ tại Campuchia. Cá tứ vân cũng được tìm thấy ở nhiều nơi khác của châu Á. Cá tứ vân đôi khi có thể bị nhầm lẫn với Systomus anchisporus, có hình dáng tương tự.

## Miêu tả

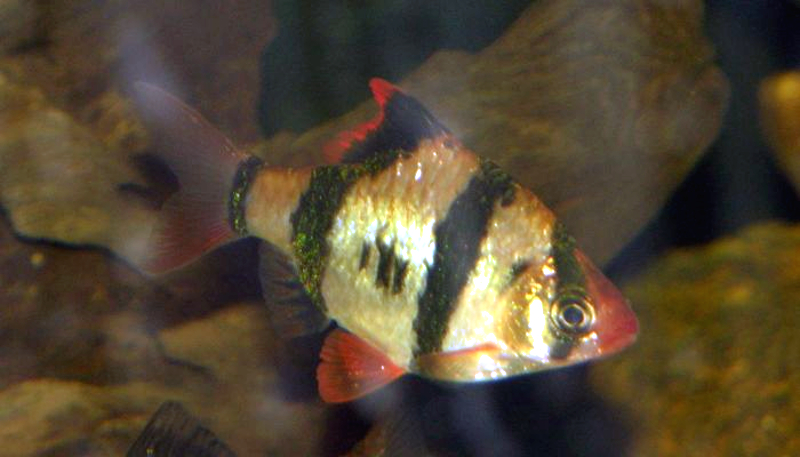
Cá tứ vân trong hồ cá

Cá tứ vân có thể có chiều dài 7–10 cm (2,75–4 in) và rộng 3–4 cm, (1.18 in), mặc dù chúng thường nhỏ hơn trong điều kiện nuôi nhốt. Cá bản địa có màu bạc đến nâu vàng với bốn sọc thẳng đứng màu đen với vây và mõm màu đỏ. Cá tứ vân xanh cùng kích thước và có tính chất tương tự như cá tứ vân bình thường, nhưng có một cơ thể màu xanh lá cây. Cá tứ vân xanh, thường được gọi là cá tứ vân rêu xanh, có vẻ thay đổi đáng kể trong màu xanh, với nhiều cá thể gần như màu đen. Cá tứ vân bạch tạng có một màu vàng sáng với bốn sọc hiếm thấy.

## Môi trường sống
Cá tứ vân đã được báo cáo được tìm thấy trong vùng nước nông hoặc đục của dòng chảy vừa phải. Chúng sống trong vùng khí hậu nhiệt đới và thích nước có 6,0-8,0 độ pH, độ cứng của nước 5-19 dGH, và ở nhiệt độ từ 77-82 °F hoặc 25-27,8 °C. Tuổi thọ trung bình của chúng là sáu năm.

## Tầm quan trọng đối với con người

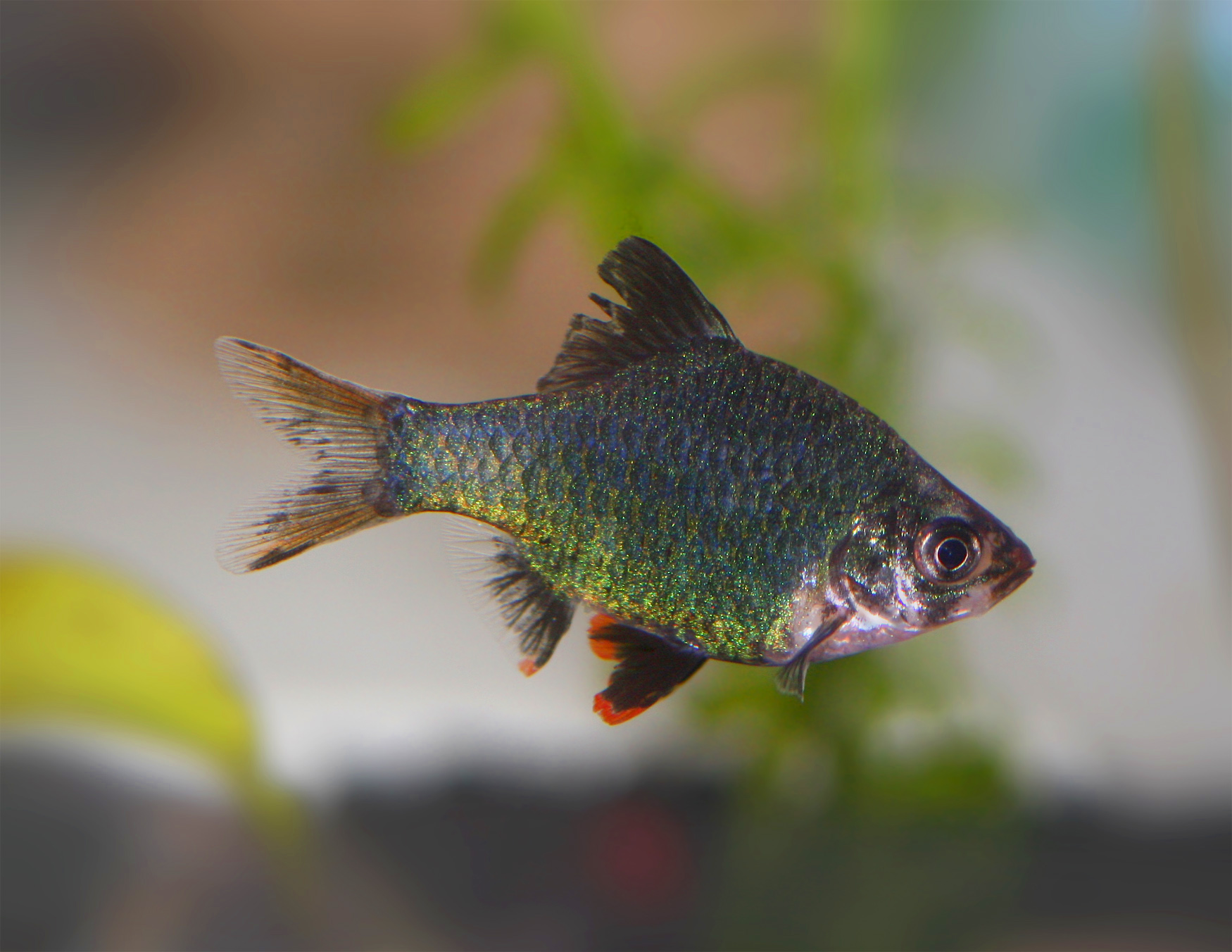
Tứ vân xanh

Cá tứ vân là một trong hơn 70 loài cá đòng đong có tầm quan trọng thương mại trong thị trường cá cảnh. Trong tổng số các loài cá cảnh nhập khẩu vào Hoa Kỳ trong năm 1992, chỉ 20 loài chiếm đã hơn 60% tổng số được báo cáo, với cá tứ vân chiếm vị trí thứ 10 với 2,6 triệu cá thể được nhập khẩu (Chapman et al. 1994). Ví dụ về các biến thể màu (không lai) của cá tứ vân bao gồm tứ vân xanh, tứ vân vàng và tứ vân bạch tạng.